# Eda glasbruk
Eda glasbruk är en tätort i Eda kommun i västra Värmland.
Eda glasbruk är idag en handelsort som lever på gränshandeln med Norge. Under 2005 och 2006 öppnades de två köpcentren, EuroCash och Eda Supermarket.

## Historik
Eda glasbruk startades 1835 av Carl Christopher Lampa och Lars Wilhelm Ahlbom under namnet Emteruds glasbruk. Glasbruket gick dock dåligt och 1838 tvingades ägarna att lägga ned bruket. Det övertogs 1842 av brukspatron Gustaf S. Santesson, som blev den som byggde upp Eda till ett betydande glasbruk. Han kom även att starta Surte glasbruk. Under perioden 1844-1847 hade han Fredrik Brusewitz anställd som förvaltare, innan denne gick vidare för att ta över Limmareds glasbruk. Bolaget gick dock i konkurs och 1868 övertogs driften av ett aktiebolag. Släkten Santesson kom att förbli betydande intressenter i glasbruket.
Bland de första glasblåsarna kom hälften från det närbelägna Sölje glasbruk och hälften från Johannisholms glasbruk i Dalarna. Produktionen inriktades till en början på en blandning av fönsterglas, buteljer och andra småglas. Fönsterglaset stod för halva produktionen fram till 1866, då den helt upphörde på grund av konkurrens från Bromö glasbruk och Hurdals glasbruk i Norge. Tillverkningen av buteljer upphörde redan 1857. Apoteksglas kom från 1845 att bli en Edas viktigare produkter. Från 1844 blev mjölkglas en allt viktigare produkt. Eda blev även 1845 ett av de första glasbruken i Sverige att börja tillverka pressglas. Från 1848 slipade man även glas och servisglas i olika former blev en viktig produkt. Under slutet av 1800-talet var även de så kallade lommaflaskorna, formblåsta fickpluntor en stor produkt.
1881 var 140 personer, varav 30 glasblåsare och 32 slipare anställda vid bruket. Bland dess disponenter märks Ragnvald Falck (1886–1909), August Berg (1909–1917) och Edvard Strömberg (1927–33). Åren 1903–33 ingick Eda tillsammans med Kosta, Reijmyre, Alsterfors och Alsterbro glasbruk i AB De Svenska Kristallglasbruken.
1927 kom Edvard och Gerda Strömberg till Eda. Strömberg började sin bana som formgivare vid Eda. 1933 upphörde tillverkningen av glas vid Eda men 1935 startade arbetarna tillsammans med Kooperativa föreningen i Charlottenberg tillverkningen igen. Tillverkningen lades dock ner 1940 på grund av material- och arbetskraftsbrist, då andra världskriget drabbade Europa och beredskapstid rådde i Sverige. 1943 återupptog Birger Eklund från Trelleborg tillverkningen av glas. Tillverkningen lades dock ned för gott 1953 på grund av konkurrens från andra länder. Eda är mest känd för sitt lysterglas från 1920-talet, Gerda Strömbergs glas från början av 1930-talet och det mörkblå glaset med silvermålningar från 1950-talet.
Idag finns inte fabriksbyggnaderna kvar. Dessa revs under sommaren 2005 för uppbyggnaden av Eurocash.
I orten fanns Sveriges äldsta lanthandel, Eda Brukshandel, som la ner sin verksamhet 2005.

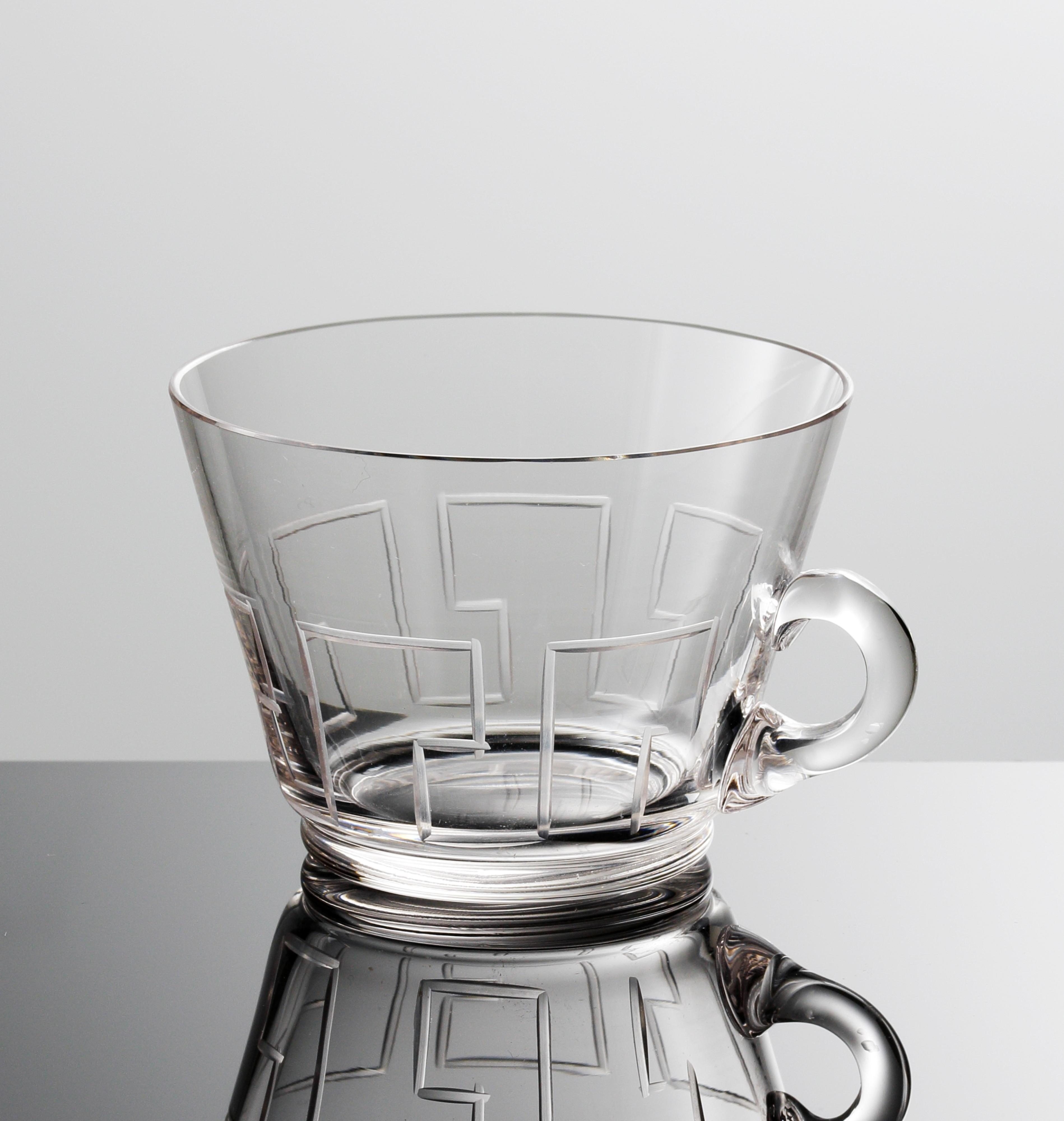
Punschkopp formgiven av Gerda Strömberg under 1930-talet för Eda glasbruk.

## Befolkningsutveckling
| Befolkningsutvecklingen i Eda glasbruk 1960–2020 | Befolkningsutvecklingen i Eda glasbruk 1960–2020 | Befolkningsutvecklingen i Eda glasbruk 1960–2020 | Befolkningsutvecklingen i Eda glasbruk 1960–2020 | Befolkningsutvecklingen i Eda glasbruk 1960–2020 |
| ------------------------------------------------ | ------------------------------------------------ | ------------------------------------------------ | ------------------------------------------------ | ------------------------------------------------ |
|                                                  |                                                  |                                                  |                                                  |                                                  |
| År                                               |                                                  |                                                  | Folkmängd                                        | Areal (ha)                                       |
| 1960                                             | 1960                                             |                                                  | 311                                              |                                                  |
| 1965                                             | 1965                                             |                                                  | 272                                              |                                                  |
| 1970                                             | 1970                                             |                                                  | 275                                              |                                                  |
| 1975                                             | 1975                                             |                                                  | 215                                              |                                                  |
| 1980                                             | 1980                                             |                                                  | 242                                              |                                                  |
| 1990                                             | 1990                                             |                                                  | 234                                              | 84                                               |
| 1995                                             | 1995                                             |                                                  | 255                                              | 87                                               |
| 2000                                             | 2000                                             |                                                  | 260                                              | 87                                               |
| 2005                                             | 2005                                             |                                                  | 254                                              | 87                                               |
| 2010                                             | 2010                                             |                                                  | 233                                              | 88                                               |
| 2015                                             | 2015                                             |                                                  | 215                                              | 90                                               |
| 2020                                             | 2020                                             |                                                  | 226                                              | 99                                               |
|                                                  |                                                  |                                                  |                                                  |                                                  |

## Sevärdheter
- Eda Glasmuseum, visar delar av Eda Glasbruks produktion mellan 1835 och 1953
- Stora Bron som man på folkmun kallar den valvbro som byggdes över Vrångsälven i Eda Glasbruk 1851 och som ligger alldeles i närheten av f.d. Eda Brukshandel. Bron var en del av riksväg 61 fram till man flyttade vägen under 1980-talet. Räcket på bron är ursprungligen gjutjärnstolpar med smidda järnstänger mellan stolparna. Dessa är på senare år förstärkta med vanligt vägräcke.
- Musikpaviljongen står i anslutning till Eda Glasbruk och Arbetarebostäderna. Paviljongen kom till under disponent Falcks tid vid bruket, och byggdes upp direkt söder om den gamla bro som enligt uppgift[7] är ”Den äldsta stenbron mellan Stockholm och Oslo”. Bron finns med på gamla kartor från mitten av 1600-talet och var en knutpunkt mellan Sverige och Norge och vägen upp mot Emterud och Helgeboda.